# Tabaiivka, Cernihiv
Tabaiivka (în ucraineană Табаївка) este un sat în comuna Dovjîk din raionul Cernihiv, regiunea Cernihiv, Ucraina.

## Demografie
Componența lingvistică a localității Tabaiivka
     Ucraineană (100%)
Conform recensământului din 2001, toată populația localității Tabaiivka era vorbitoare de ucraineană (100%).